# Шапел Роајал
Шапел Роајал (фр. Chapelle-Royale) насеље је и општина у централној Француској у региону Центар (регион), у департману Ер и Лоар која припада префектури Ножан ле Ротру.
По подацима из 2011. године у општини је живело 334 становника, а густина насељености је износила 33,77 становника/km². Општина се простире на површини од 9,89 km². Налази се на средњој надморској висини од 174 метара (максималној 192 m, а минималној 158 m).

## Демографија
| 1962. | 1968. | 1975. | 1982. | 1990. | 1999. | 2011. |
| ----- | ----- | ----- | ----- | ----- | ----- | ----- |
| 440   | 450   | 430   | 378   | 368   | 339   | 334   |

График промене броја становника у току последњих година